# フリル (動物)

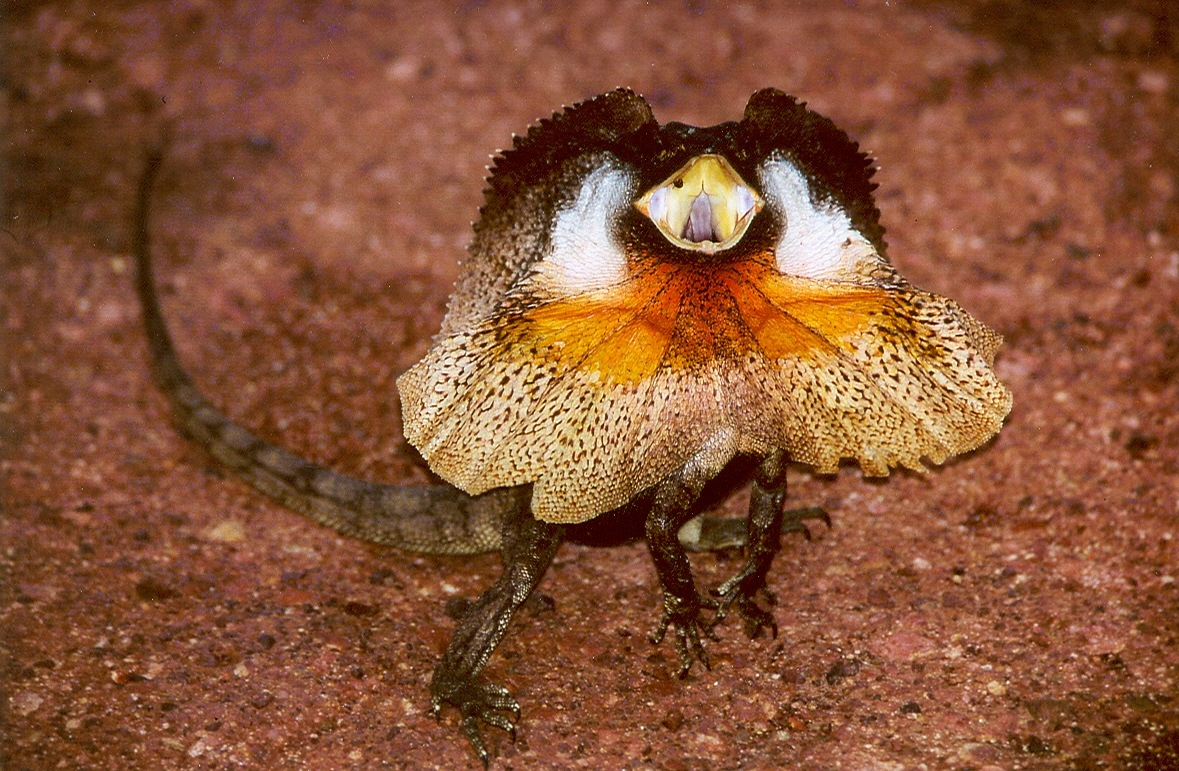

フリルは、動物、主に角竜類の後頭部にある骨質の装飾のことを言う。ネックフリル (英語: neck frill) とも呼ぶ。比較的厚みはなく、多くの場合、軽量化の為に二つの開口部がある。周囲にはホーンレットが備わっている場合が多く、セントロサウルス亜科はカスモサウルス亜科に比べて、ホーンレットによる装飾が派手であるといわれる。
現生のエリマキトカゲもフリルと呼ばれる装飾をもつが、角竜とは違い、骨ではなく軟骨で支持されている。
1900年代初頭、フリルはダーモスープラオシピタル(dermosupraoccipital) という古生物学の専門用語が与えられた。トリケラトプスやトロサウルスのようないくつかのグループでは非常に大きい。その役割は謎が多い。単純に防衛機構として、外敵から首を保護するための一種の盾であったのかも知れない。その一方、種間競争をする角竜は角をライバルに向けて突進していたと言われるが、戦いによる怪我を未然に防ぐために強さを誇示する役割を持っていた可能性もある。その他に、同種の判別、性的なディスプレイに用いたという説も有力である。体温調節に使ったというユニークな説もある。